# Cymothoe budongo
Cymothoe budongo är en fjärilsart som beskrevs av Van Someren 1939. Cymothoe budongo ingår i släktet Cymothoe och familjen praktfjärilar. Inga underarter finns listade i Catalogue of Life.